# Adrian de Kleyn
Adrian P.H.A. de Kleyn, auch Adrianus Paulus Hubertus Antonius de Kleyn, Adriaan de Kleijn (* 14. Oktober 1883 in Ameide; † 11. Mai 1949 in Amsterdam) war ein niederländischer Physiologe und Hochschullehrer.

## Leben
Adrian P.H.A. de Kleyn besuchte die Hogereburgerschool in Utrecht, studierte zunächst an der Technische Hogeschool van Delft, wechselte nach der ersten Prüfung zum Medizinstudium an die Universität Utrecht und bestand 1907 das Examen. Anschließend war er Assistent in der Augenheilkunde bei Herman Snellen und in der Hals-Nasen-Ohren-Chirurgie bei Franciscus Hubertus Quix. Ab 1911 hatte er in Utrecht eine eigene große Praxis sowie eine sehr stark frequentierte Ambulanz im Diakonissenhaus und wirkte darüber hinaus als Assistent am pharmazeutischen Laboratorium bei Rudolf Magnus, mit dem er in den folgenden Jahren über Reflexe, die zur Körperhaltung beitragen, forschte. Der „Magnus-de Kleijn-Reflex“ ist nach den beiden Forschern benannt. Im Jahr 1914 wurde Adrian de Kleyn Ehrendoktor der Universität Groningen.
Adrian de Kleyn wurde 1936 außerordentlicher Professor für Hals-Nasen-Ohren-Heilkunde und am 1. September 1939 ordentlicher Professor für Hals-Nasen-Ohren-Heilkunde an der Universiteit van Amsterdam. 
Er wurde 1926 in der Sektion Physiologie als Mitglied in die Deutsche Akademie der Naturforscher Leopoldina und am 7. Mai 1929 in die Königlich Niederländische Akademie der Wissenschaften aufgenommen. In den Jahren 1923, 1927 (mit Rudolf Magnus) und 1929 wurde er für den Nobelpreis für Physiologie oder Medizin nominiert.
Adrian de Kleyn war seit 1914 mit Janka Elisabeth Frederica Eugenia von Artner (1885–1965) verheiratet. Die Ehe blieb kinderlos.